# Jacob Oudkerk
Jacob Oudkerk (conocido como Jaap Oudkerk; Landsmeer, 2 de agosto de 1937-Almere, 17 de febrero de 2024) fue un deportista neerlandés que compitió en ciclismo en la modalidad de pista, especialista en las pruebas de persecución y medio fondo. Estuvo casado con la nadadora Marianne Heemskerk.
Participó en dos Juegos Olímpicos de Verano, obteniendo una medalla de bronce en Tokio 1964, en la prueba de persecución por equipos (junto con Cornelis Schuuring, Hendrik Cornelisse y Gerard Koel), y el quinto lugar en Roma 1960, en la misma prueba.
Ganó seis medallas en el Campeonato Mundial de Ciclismo en Pista entre los años 1961 y 1971.

## Medallero internacional
| Juegos Olímpicos   | Juegos Olímpicos       | Juegos Olímpicos  | Juegos Olímpicos           |
| Año                | Lugar                  | Medalla           | Competición                |
| ------------------ | ---------------------- | ----------------- | -------------------------- |
| 1964               | Tokio (Japón)          | Medalla de bronce | Persecución por equipos    |
| Campeonato Mundial |                        |                   |                            |
| Año                | Lugar                  | Medalla           | Competición                |
| 1961               | Zúrich (Suiza)         | Medalla de plata  | Persecución individual (A) |
| 1962               | Milán (Italia)         | Medalla de bronce | Persecución individual (A) |
| 1964               | París (Francia)        | Medalla de oro    | Medio fondo (A)            |
| 1965               | San Sebastián (España) | Medalla de bronce | Medio fondo (P)            |
| 1969               | Amberes (Bélgica)      | Medalla de oro    | Medio fondo (P)            |
| 1971               | Varese (Italia)        | Medalla de plata  | Medio fondo (P)            |